# Stoies
Stoies ist ein Ortsteil der Marktgemeinde Vitis in Niederösterreich. Seiner Siedlungsstruktur nach ist es ein Breitstraßendorf.

## Etymologie
Der Ortsname leitet sich als Genitiv vom slawischen Personennamen „Stojans“ ab. 

## Geschichte
Zum ersten Mal urkundlich erwähnt wurde der Ort 1417 unter dem Namen „Stoyans“ im Urbar von Hardegg, Pulkau, Schrems. Mit Unterbrechungen gehörten Grund-, Dorf- und Landesgerichtsobrigkeit der Herrschaft Schrems. Im Mittelalter wird es mehrmals im Zusammenhang mit Zehentvergaben genannt.
Laut Adressbuch von Österreich waren im Jahr 1938 in Stoies ein Holzhändler und ein Landwirt mit Direktvertrieb ansässig.
Die römisch-katholische Kapelle wurde 1932 geweiht.